# Geroldsbach (Inn)

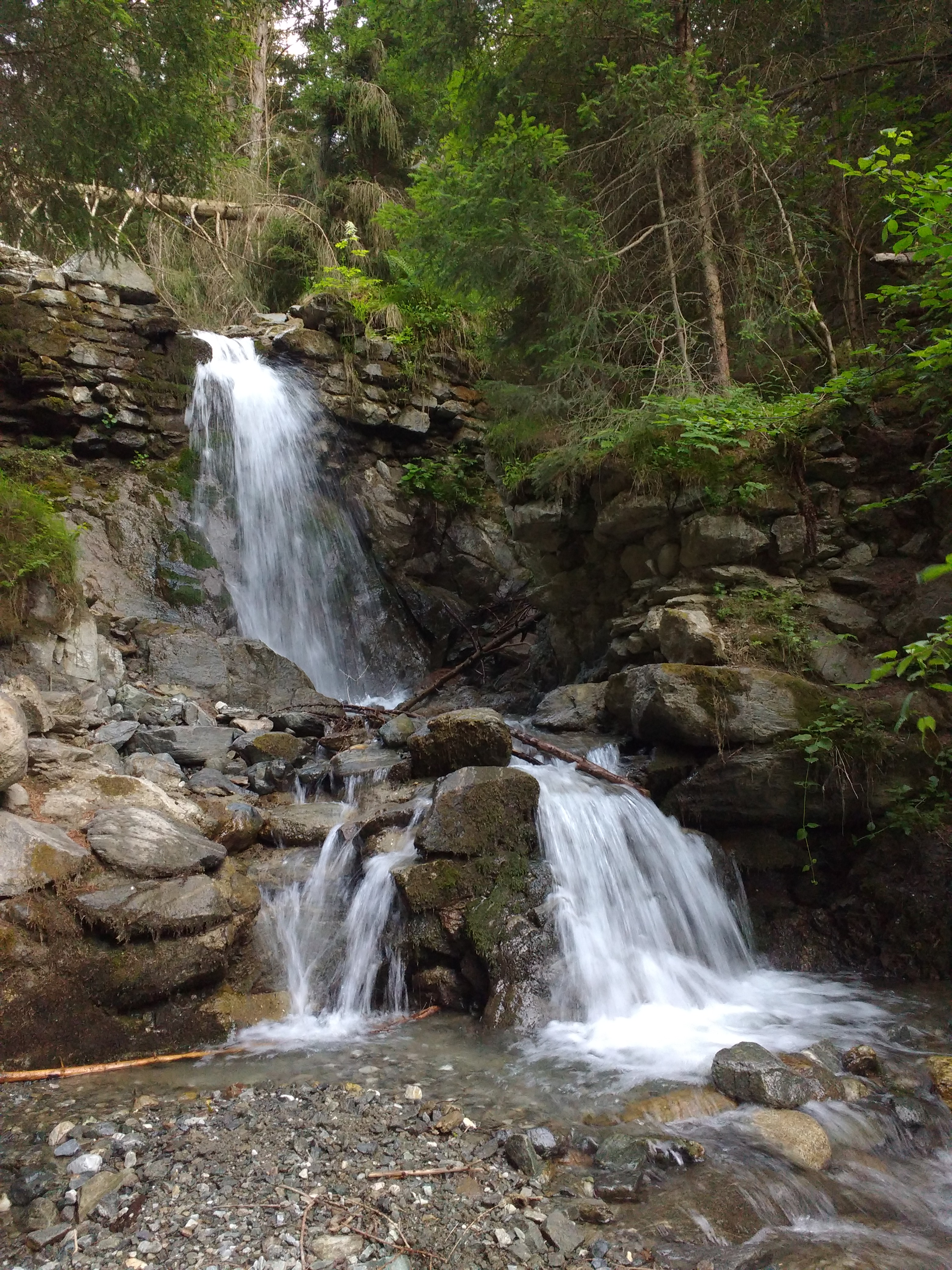
Wasserfall beim Götzner Bergweg

Der Geroldsbach ist ein Nebenbach des Inn aus den Stubaier Alpen bei Innsbruck.

## Lauf und Landschaft
Der Geroldsbach entspringt südlich von Götzens in 1.920 Metern Seehöhe nahe dem Birgitzköpfl. Er setzt sich aus fünf fächerförmigen Quellflüssen zusammen. Zunächst fließt er in nördlicher Richtung durch den Ort. Dort ändert er seine Richtung und passiert nordöstlich den Ortsteil Neu-Götzens und gelangt weiter über den Wiltenberg nach Innsbruck-Wilten und mündet bei Sieglanger in den Inn. Der Bach hat eine Länge von 9,4 Kilometern.
Der Unterlauf des Geroldsbaches an der Gemeindegrenze von Innsbruck zu Völs hieß auch Hölltal und ist bereits 1140 in urkundlichen Aufzeichnungen von Stift Wilten als „Helletal“ bezeugt.

## Wasser und Erschließung
Das Gewässer speist vier Reservoirs in der Region Götzens und zwei in Wilten mit Trinkwasser, welches hauptsächlich für die Justizanstalt Innsbruck und Sieglanger verwendet wird. Dadurch führt der Unterlauf etwas weniger Wasser; es behält in seinem gesamten Lauf die Gewässergüteklasse I.
Bei Hochwasser oder starkem Regen erwies sich das Bächlein schon mehrmals als Gefahr, sodass es in den Ortsgebieten stellenweise begradigt werden musste.
Das hinterste Tal ist heute durch die Schigebiets-Querungsverbindung Axamer Lizum – Mutterer Alm erschlossen.